# Freddy Quinn
 (octobre 2024).
Si vous disposez d'ouvrages ou d'articles de référence ou si vous connaissez des sites web de qualité traitant du thème abordé ici, merci de compléter l'article en donnant les références utiles à sa vérifiabilité et en les liant à la section « Notes et références ».
Freddy Quinn, né Franz Eugen Helmuth Manfred Nidl le 27 septembre 1931 à Vienne, Autriche, est un chanteur de variétés et un acteur autrichien. Il était très populaire en Allemagne et en Autriche dans les années 1950 et 1960.
Il fait ses débuts à Hambourg. Il tente de prendre part au Concours Eurovision de la chanson en 1956. Parmi ses plus grand succès, on distingue :  Die Gitarre und das Meer (1959), Unter fremden Sternen (1959), Irgendwann gibt's ein Wiedersehn (1960), La Paloma (1961), et surtout Junge, komm bald wieder (1963). L'artiste n'a cependant pas cessé de faire des tournées, des films et d'enregistrer des disques.

## Filmographie
- 1954 : L'Amiral Canaris
- 1957 : Die große Chance
- 1958 : Heimatlos
- 1958 : Stahlnetz – Die Tote im Hafenbecken (de) (série télévisée)
- 1959 : Freddy, die Gitarre und das Meer
- 1959 : Freddy unter fremden Sternen
- 1960 : Freddy und die Melodie der Nacht
- 1960 : Weit ist der Weg
- 1961 : Nur der Wind
- 1961 : Freddy und der Millionär
- 1962 : Freddy und das Lied der Südsee
- 1963 : Heimweh nach St. Pauli
- 1964 : Freddy und das Lied der Prärie
- 1964 : Freddy, Tiere, Sensationen
- 1971 : Haie an Bord (de)
- 1982 : Die wilden Fünfziger
- 2004 : Erbin mit Herz (téléfilm)